# Stadtmuseum Bruneck
Das Stadtmuseum Bruneck ist ein Kunstmuseum der Südtiroler Stadt in der Bruder-Willram-Straße 1 im Ortsteil Ausserragen. Obwohl schon 1912 ein Brunecker Heimatmuseum gegründet worden war, dauerte es bis 1995, ehe Bruneck ein eigenes Museum erhielt, da die Vorgängerinstitution in der Zeit des Faschismus geschlossen worden war.

## Geschichte
Die Initiative zur Gründung des Museumsvereins kam vom Brunecker Heimatforscher Paul Tschurtschenthaler. Grundstock des Museums war der 1911 von der Stadtverwaltung erworbene Nachlass des Brunecker Chronisten Johann Nepomuk Tinkhauser aus dem Jahr 1844. Dieser bestand neben gotischen Gemälden und Reliefs aus sakralen klassizistischen Goldschmiedearbeiten, volkskundlichen Gegenständen, Waffen, Münzen, Büchern und Urkunden. Bis zum Ersten Weltkrieg konnten diese Bestände im ehemaligen Rathaus ausgestellt werden.
Nachdem während des Krieges die wertvollsten Objekte vorübergehend nach Salzburg in Sicherheit gebracht worden waren, wurden sie nach Kriegsende wieder rückgeführt und der Museumsverein nahm seine Tätigkeit wieder auf. 1923 musste die Ausstellungstätigkeit beendet werden; die Objekte wurden verpackt und im Rathaus zwischengelagert. 1940 wurden sie dem Bozner Stadtmuseum übergeben, dort aber auch wieder nur im Keller gelagert.
Erst 1981 wurde man dort wieder auf sie aufmerksam und gab sie 1983 an Bruneck zurück. Die in schlechtem Erhaltungszustand befindlichen Objekte kamen in das Volkskundemuseum Dietenheim. Um ein eigenes Heimat- und Stadtmuseum damit zu bestücken, dazu reichte der Bestand nicht mehr. Daher traf man 1990 die Vereinbarung, den volkskundlichen Bestand dem Südtiroler Landesmuseum in Dietenheim als Dauerleihgabe zu überlassen. Zugleich wurden der Museumsverein Bruneck wiederbelebt und die Gründung eines neuen Museums angestrebt. 1995 wurde vom Museumsverein Bruneck das Stadtmuseum eröffnet. Dazu wurden die ehemaligen Postställe adaptiert, die sich hinter dem Kapuzinerplatz am Weg zum Rienztor und zur Altstadt befinden.

## Bestände
Die Bestände des Museums bestehen zum einen aus der historischen Sammlung Tinkhausers und zum anderen aus der seit Neugründung des Museums einsetzenden Sammeltätigkeit moderner Kunst.
Zu den wertvollsten Exponaten des Museums zählt ein Schlussstein mit Engelsbüste aus der Kirche von Issing von Michael Pacher (um 1459). Weitere sakrale spätgotische Kunstwerke aus dem Pustertal sind der Sonnenburger Altar von Simon und Veit von Taisten (um 1490), ein Gemälde der heiligen Katharina von Alexandrien des Friedrich Pacher (2. Hälfte 15. Jahrhundert), die Apostel Petrus und Andreas sowie die heiligen Sebastian und Florian des Meisters von Uttenheim (um 1470), eine Verkündigung und eine Madonna des Simon von Taisten (um 1500), ein heiliger Martin des Meisters der Kematner Schlusssteine (um 1450–1470), die heiligen Agnes und Margarethe eines unbekannten Meisters (um 1496) und die Holzplastik einer Pietà sowie das Relief Abschied Christi von seiner Mutter des Michael Parth (um 1520). Alle diese Kunstwerke sind in einer Dauerausstellung zu sehen.
Weiters besitzt das Museum Kunstwerke aus der Barockzeit von Paul Troger und Carl Henrici und Porträts und Landschaftsbilder des 17. bis 19. Jahrhunderts. Mehrere Holzschnitte von Albrecht Dürer befinden sich ebenso im Bestand. Hervorzuheben sind auch eine kleine prähistorische Bronzefigur und das Sonnenburger Calendarium, eine medizinisch-astrologische Schriftensammlung aus der Zeit von 1439 bis 1746.
Die Sammeltätigkeit moderner Kunst konzentriert sich auf Tiroler Künstler des 19.–21. Jahrhunderts und auf die Graphik. Dazu gehören Landschaftsbilder der Brüder Gottfried und Ignaz Seelos sowie eine Hausfluransicht des Josef Moroder-Lusenberg. Werke der klassischen Moderne stammen von Emil Nolde (Ada Nolde, Radierung, 1906), Ernst Barlach (Kreuz- und Sargräuber, Holzschnitt, 1919), Werner Berg (Requiescat, Holzschnitt), Alexander Kanoldt (Geranie, Lithographie, 1922) und Fortunato Depero und stehen neben denen regionaler Künstler (die Brüder Albert, Ignaz und Rudolf Stolz, Alexander Koester, Carl Moser, Leo Putz, Hans Weber-Tyrol und Eduard Thöny). Aus der Zeit nach 1945 sind Paul Flora und Markus Vallazza vertreten. Die moderne Kunst wird in Wechselausstellungen gezeigt.
Wichtige Teile des Bestandes sind außerdem eine etwa 12.000 Objekte umfassende Exlibris-Sammlung und eine Sammlung von Photographien, die einen Querschnitt durch die Fotogeschichte des 20. Jahrhunderts bietet.